# Otto Grotewohl
Otto Grotewohl (vlastním jménem Otto Franz Emil Grotewohl; 11. března 1894 Braunschweig – 21. září 1964 Východní Berlín) byl německý politik. V letech 1949–1964 zastával post předsedy vlády Německé demokratické republiky (NDR). V letech 1946–1950 byl předsedou Sjednocenné socialistické strany Německa, hegemonní politické síly komunistického režimu východního Německa.

## Život
Vyučil se tiskařem. V šestnácti letech vstoupil do Sociálnědemokratické strany (SPD). Následně se účastnil jako voják první světové války. Po válce se stal členem Nezávislé sociálně demokratické strany Německa, která se odštěpila od SPD a zařadila se vlevo od ní. Jako její zástupce zastával vládní funkce Svobodného státu Braunschweig (Freistaat Braunschweig), byl mj. ministrem spravedlnosti a ministrem školství. V letech 1925–1933 byl členem celoněmeckého parlamentu (Reichstagu). 
Po uchopení moci nacisty v roce 1933 byl několikrát brutálně zbit, zatčen a uvězněn. Byl donucen opustit Braunschweig, nejprve se přestěhoval do Hamburku, v roce 1938 do Berlína, kde pracoval jako zelinář. Připojil se k odbojové skupině kolem Ericha Gniffkeho, ale skupina nakonec pracovala spíše jako podpůrná než odbojová - zajišťovala ekonomické přežití svých členů. V srpnu 1938 byl Grotewohl znovu brutálně zbit, zatčen a obviněn z velezrady před lidovým soudem. 4. března 1939 byl propuštěn z vyšetřovací vazby a soudní řízení proti němu bylo zastaveno. Znovu byl zbit a zatčen po pokusu Georga Elsera o atentát na Adolfa Hitlera 8. listopadu 1939, přičemž strávil asi osm týdnů ve vazbě. Po propuštění pracoval jako úředník v Berlíně. Měl být znovu zatčen 20. července 1944, ale gestapo ho nedokázalo najít. 
Po porážce Třetí říše v druhé světové válce založil pobočku obnovené Sociálně demokratické strany (SPD) v sovětské okupační zóně a stal se jejím vůdcem (předsedou ústředního výboru). Bezprostředně po válce Sověti věřili, že Komunistická strana Německa (KPD) se přirozeně stane nejsilnější politickou sílu v jejich zóně. Sovětský vůdce Stalin však byl zklamán výsledky komunistických stran ve volbách v Maďarsku a Rakousku v listopadu 1945 a začal se obávat i o výsledek na východě Německa. Počal tedy tlačit na sloučení KPD s východní SPD, navzdory historickému nepřátelství mezi oběma stranami. Grotewohl byl zpočátku proti sloučení, ale pod nátlakem šéfa KPD Waltera Ulbrichta a sovětské vojenské správy brzy ustoupil. V dubnu 1946 se KPD a východní větev SPD sloučily a vznikla Sjednocená socialistické strana (SED), přičemž Wilhelm Pieck a Grotewohl sloužili jako spolupředsedové.(Grotewohl funkci zastával do roku 1950). Brzy začalo vytlačování sociálních demokratů ze strany a mnozí skončili i před soudem. Nakonec byl Grotewohl jedním z mála z původní SPD, kteří si udrželi prominentní místo ve sloučené straně. V roce 1948 se Grotewohl stal předsedou ústavního výboru Německé lidové rady, předchůdce východoněmeckého parlamentu (Volkskammeru).
Dne 11. října 1949 byl zvolen prvním prezidentem nově založené Německé demokratické republiky Wilhelm Pieck, o den později se Grotewohl stal prvním předsedou vlády. Funkci zastával až do své smrti v roce 1964. Během prvního roku existence NDR byl nejmocnějším politikem v zemi. Jeho vliv byl výrazně omezen v červenci 1950, kdy se SED reorganizovala podle sovětského vzoru. Ulbricht se stal prvním tajemníkem ústředního výboru SED a tedy nejmocnějším mužem ve státě. Grotewohlovi zůstala jen premiérská funkce, která však v novém systému byla zcela druhořadou. 
V roce 1956 byl představitelem liberalizačních tendencí. V rozsáhlém projevu na stranické konferenci SED 28. března 1956 odsoudil nezákonné zatýkání a vyzval k většímu respektování občanských práv i živější diskusi ve Volkskammeru. To už však trpěl značnými zdravotními problémy, které mu znemožňovaly vést naplno politický boj. Nejprve šlo o potíže se srdcem, roku 1960 mu pak byla diagnostikována leukemie. Od října 1960 držel funkci předsedy vlády již jen formálně, reálně vládu řídil jeho zástupce Willi Stoph. V roce 1961 navíc ztratil zrak. Po jeho smrti v roce 1964 následoval třídenní státní smutek.